# NGC 3474
NGC 3474 est une galaxie spirale (?) relativement éloignée et située dans la constellation du Lion. NGC 3474 a été découverte par l'astronome américain Lewis Swift en 1784.

## Caractéristiques
Selon la base de données Simbad, NGC 3474 est une galaxie LINER, c'est-à-dire une galaxie dont le noyau présente un spectre d'émission caractérisé par de larges raies d'atomes faiblement ionisés.

### Distance
Sa vitesse par rapport au fond diffus cosmologique est de 6 402 ± 24 km/s, ce qui correspond à une distance de Hubble de 138,7 ± 9,7 Mpc (∼452 millions d'al).
À ce jour, une mesure non basée sur le décalage vers le rouge (redshift) donne une distance d'environ 126,000 Mpc (∼411 millions d'al). Cette valeur est tout juste à l'extérieur des valeurs de la distance de Hubble. Notons cependant que c'est avec la valeur moyenne des mesures indépendantes, lorsqu'elles existent, que la base de données NASA/IPAC calcule le diamètre d'une galaxie et qu'en conséquence le diamètre de NGC 3474 pourrait être d'environ 37,6 kpc (∼123 000 al) si on utilisait la distance de Hubble pour le calculer.

## Paire de galaxies
Selon E.L. Turner, les galaxies NGC 3474 et NGC 3473 forment une paire de galaxies rapprochées.